# Gare de Zwolle

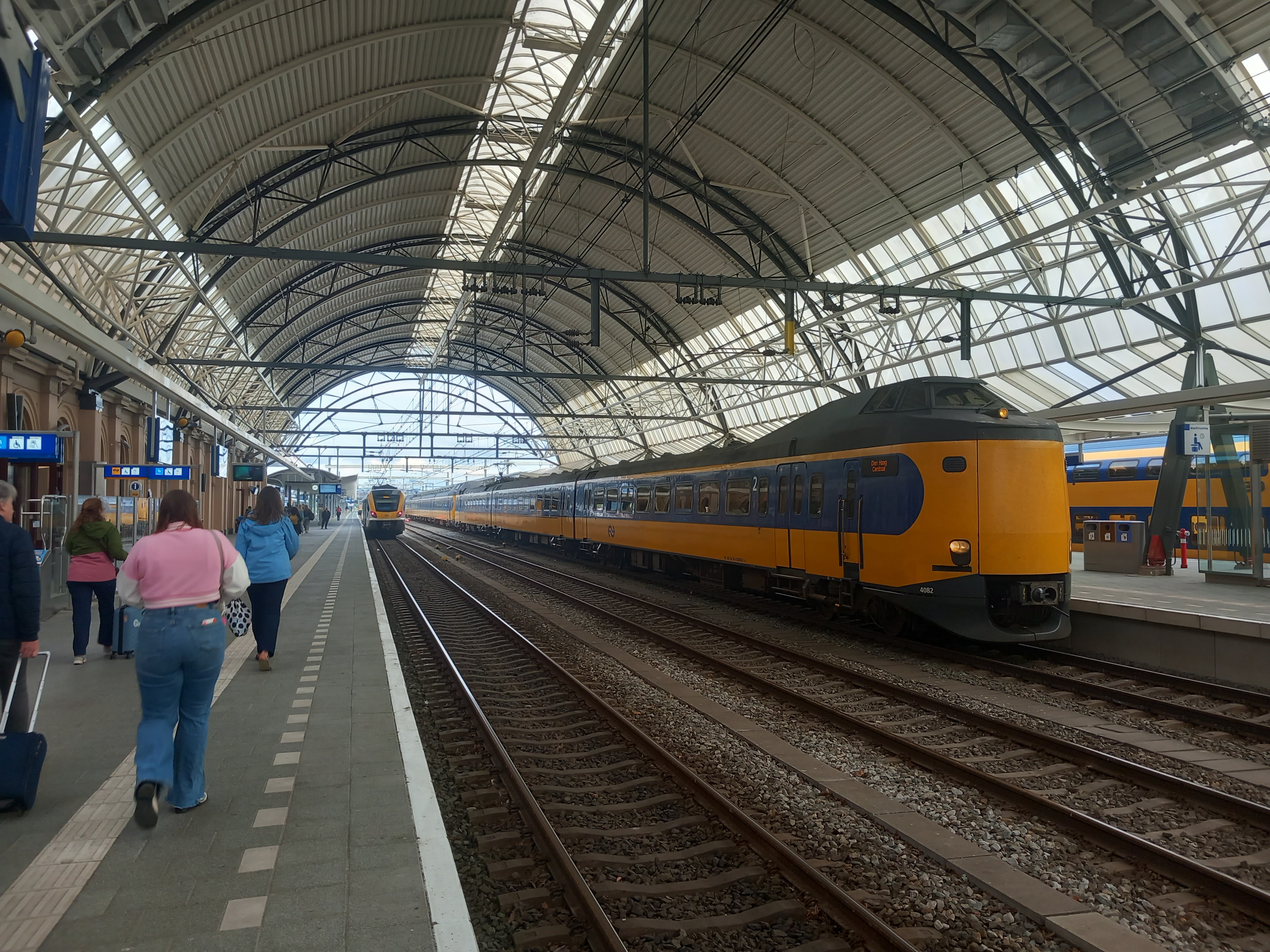
Vue intérieure de la gare

La gare de Zwolle (en néerlandais Station Zwolle) est une gare ferroviaire néerlandaise des lignes, d'Utrecht à Kampen (dite aussi Centraalspoorweg) (nl), d'Arnhem à Leeuwarden (dite ligne A) (nl), de Zwolle à Almelo (nl), de Zwolle à Stadskanaal (nl), de Zwolle à Kampen (dite aussi Kamperlijntje) (nl) et de Lelystad à Zwolle (dite Hanzelijn) (nl), située sur le territoire de la ville de Zwolle, dans la province d'Overijssel.
C'est une gare voyageurs des Nederlandse Spoorwegen (NS), desservie par des trains InterCity (IC) et Sprinter.

## Situation ferroviaire
Établie à 3 mètres d'altitude, la gare de bifurcation de Zwolle est située au point kilométrique (PK) 87,6 de la ligne d'Utrecht à Kampen (dite aussi Centraalspoorweg) (nl), entre les gares ouvertes de Wezep (nl) et Kampen (nl), et au PK 73,5 de la ligne d'Arnhem à Leeuwarden (dite aussi ligne A) (nl), entre les gares ouvertes de Wijhe (nl) et de Meppel (nl).
Elle est également l'origine, au PK 0,00 de la ligne de Zwolle à Almelo (nl), avant la gare d'Heino (nl), au PK 0,00 de la ligne de Zwolle à Stadskanaal (nl), avant la gare de Dalfsen (nl), et au PK 88 de la ligne de Zwolle à Kampen (dite aussi Kamperlijntje) (nl), avant l'unique autre gare ouverte de Kampen (nl).
Elle est aussi l'aboutissement de la ligne de Lelystad à Zwolle (dite Hanzelijn) (nl), après la gare de Kampen Zuid (nl).

## Histoire
La Nederlandschen centraal spoorweg (compagnie des chemins de fer centrale néerlandaise) obtient en 1859 une concession pour un chemin de fer d'Utrecht à Zwolle. Elle ouvre la section d'Utrecht à Hattemerbroek en 1863, mais pour aller plus loin il faut finir la construction du pont sur la rivière IJssel. C'est le 4 juin 1864 qu'à lieu l'inauguration de la ligne et de la gare; le service ordinaire débute le 6 juin. La station est établie à la Willemsvaart, à l'extérieur de la zone urbaine, elle ne dispose que d'un modeste bâtiment en bois.
Dès 1865, la gare terminus devient une gare de bifurcation avec l'ouverture de la ligne de Zwolle à Kampen et l'année suivant la desserte se renforce encore avec l'ouverture des lignes qui permettent des relations avec Deventer, Zutphen, Arnhem, et également Groningen et Leeuwarden via Meppel. Ces ouvertures font de Zwolle un important nœud ferroviaire qui a besoin d'infrastructures, notamment un atelier pour le matériel roulant est ouvert et en juin 1868 c'est l'inauguration d'un nouveau bâtiment voyageurs.
L'architecte Nicolaas J. Kamperdijks, qui a déjà réalisé les gares d'Utrecht et de Dordrecht (nl), réalise un imposant bâtiment, la façade fait 60 mètres de long, de style néoclassique.

## Service des voyageurs

### Accueil
Gare NS, elle dispose d'un bâtiment voyageur, avec guichet et salle d'attente, ouvert tous les jours. Elle est notamment équipée d'automates pour l'achat de titre de transport et dispose d'aménagements, équipement et service pour les personnes à mobilité réduite. Plusieurs boutiques et restaurants y sont installés.